# 蒯斯曛
蒯斯曛（1906年—1987年），原名蒯世勋，笔名施君澄，江苏吴江黎里镇人，翻译家、小说家。毕业于上海复旦大学。曾任中华人民共和国大将粟裕的秘书、秘书主任。

## 生平
1926年在校时写就短篇小说集《悼亡集》。1932年，参加柳亚子主持的《上海通志》编纂，编有《上海公共租界史稿》。后在上海泰东书局编辑《白露》文艺杂志。1938年参与《鲁迅全集》的编校工作。
1940年进入中国共产党。1941年编辑刊物《译文丛刊》。1942年，在苏中抗日根据地任《滨海报》、《苏中报》的编辑。
1944年后，历任华中军区司令部秘书、第三野战军司令部秘书处主任，又应陈毅之邀任华东军区政治部外文学校政治委员等职。
1954年后相继任上海新文艺出版社副社长、副总编辑，上海文艺出版社及人民文学出版社上海分社社长、总编辑，上海译文出版社总编辑，上海出版局顾问，中国作家协会上海分会理事。

## 著作
作品有短篇小说集《悼亡集》，译著有短篇小说集《呼唤的声音》、中篇小说《新时代的曙光》、电影文学剧本《三天》等。